# Жовта преса

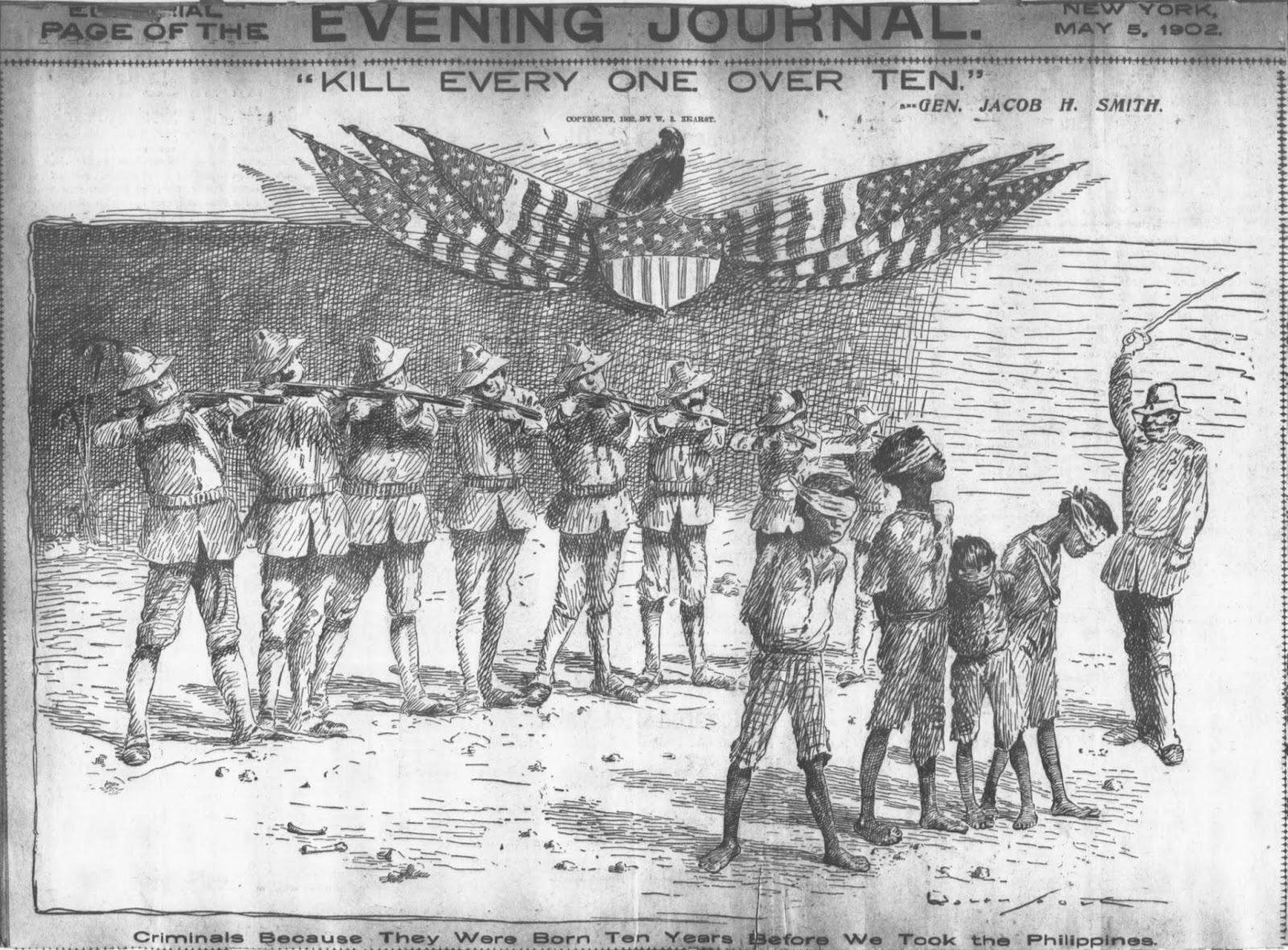
Одна із сумнозвісних карикатур «Нью-Йорк Джорнел» часів Філіппінсько-Американської війни: виконання наказу генерала Джейкоба Сміта «Вбивати кожного, хто старший десяти років», розміщена на титульній сторінці газети від 5 травня 1902 р.

«Жо́вта пре́са» або «бульва́рна пре́са»  — низькопробна преса, що в гонитві за сенсацією публікує недостовірну й перекручену інформацію, скандальну хроніку, компрометуючі факти (реальні або вигадані) з особистого життя відомих людей, розрахована на малоосвічену аудиторію.
«Жовта преса» успадкувала багато з того, що було властиве її попереднику — «penny press». Видавці й редактори таких видань виробили особливий набір журналістських стереотипів, дотримання яких забезпечувало комерційний успіх.
Класичними зразками «жовтої преси» стали газети «New York World» Дж. Пулітцера та «New York Journal» В. Р. Херста. Їхні видавці максимально використовували характеристики, властиві новим верствам читацької аудиторії, для привернення уваги до своїх видань. Газети були адресовані читачеві з низьким рівнем освіти та культури. Замість того, щоб сприяти інтелектуальному та культурному розвиткові аудиторії, вони опускалися до рівня найвідсталішої читацької маси із властивими їй забобонами, інстинктивними мотивами.
«Жовта преса» більшою мірою апелює до почуттів читача, ніж до його розуму, використовуючи переважно емоційну аргументацію. Дотримання вимог сенсаційності під час відтворення новин привело до того, що для газет відбираються переважно емоційно «заряджені» факти, скандальні відомості, покликані вразити та розважити читача. Для створення ефекту сенсації допускається перекручення інформації шляхом її довільної інтерпретації, використання домислу, неповне відтворення фактів, передача фактів поза їхнім контекстом. Властива тенденція до спрощення, примітивізації: видання часто уникають напівтонів у передачі подій та оцінки вчинків людей, привчаючи читача до однолінійного обмеженого погляду на світ. Стиль викладу за зовнішньої його строкатості примітивний.

## Ознаки «жовтої преси»
Серед основних ознак «жовтої преси» можна виділити такі:
- сенсаційність;
- невисока вартість видання;
- перекручування інформації;
- тенденція спрощення, примітивізації;
- загальне зниження журналістських стандартів;
- переважання ілюстрації над текстом;
- зменшення кількості та якості сухих новин (політика, економіка і міжнародні відносини) та збільшення легких новин — скандалів, сенсацій, розваг, аморальної поведінки;
- загальне розширення ЗМІ критеріїв, за якими виборці судять про відповідність певного кандидата виборчій посаді (менше уваги ерудованості, професіоналізму, патріотизму, а більше — фотогенічності політика та його риторичним здібностям).

## Походження терміна

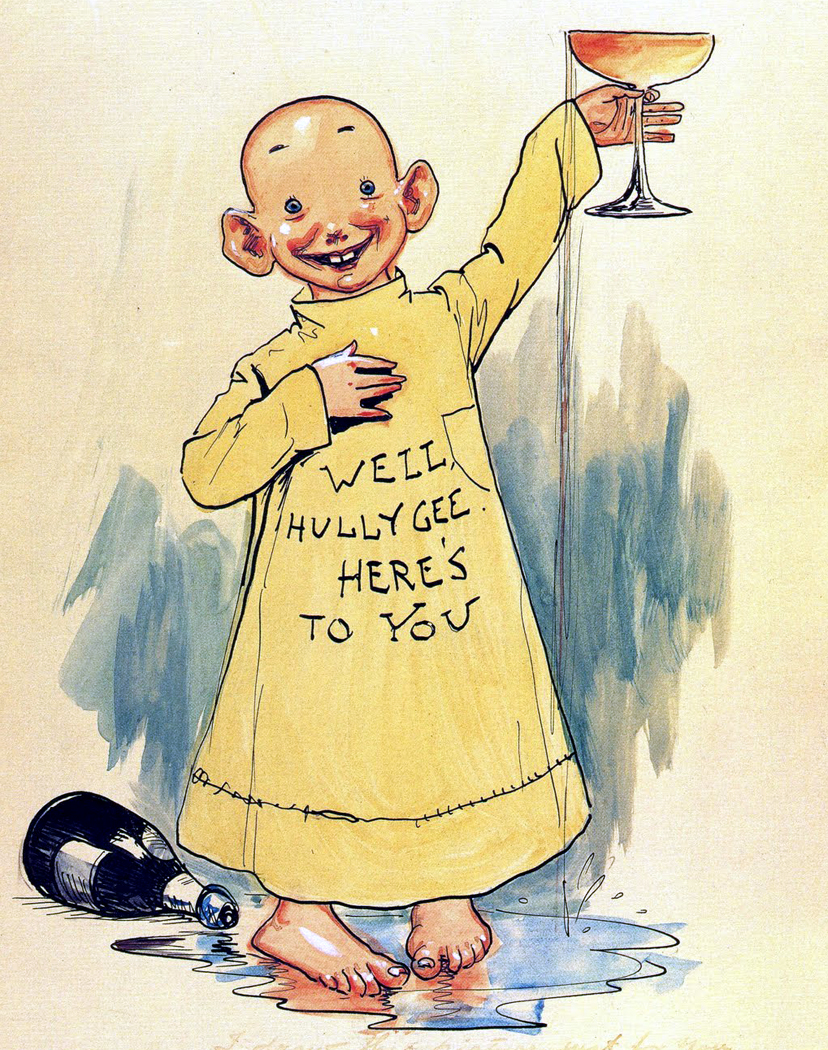
«Жовта дитина»

Термін «жовта преса» виник 1895 року в США щодо газет «Нью-Йорк Ворлд» і «Нью-Йорк Джорнел», де у 1894—1898 роках друкувався комікс «Жовта дитина» (англ. The Yellow Kid), герой коміксів «Провулок Хогана».
Як і газетні малюнки, так і комікси у той час були чорно-білими, але вбрання головного героя було розмальоване у жовтий колір. Персонаж розважав читачів своїм смішним виглядом, ексцентричними вчинками і комічними міркуваннями на різні теми.
Отже, термін «жовта преса» спочатку позначав періодику, що друкувала певний вид коміксів з конкретним героєм. Коли у 1896 році Ервін Уордмен, редактор видання «New York Press», надрукував у своєму журналі статтю, у якій презирливо називав конкуруючі видання «Нью-Йорк Уорлд» і «Нью-Йорк Джорнел» «жовтої пресою», вираз став крилатим.
За іншою версією, «жовта преса» отримала свою назву через колір паперу, на якому друкувалися перші бульварні газети. Оскільки видання призначалися для масового читача, видавці з метою економії друкували їх на дешевому папері, що швидко жовтів.
Багато дослідників ведуть відлік історії «жовтої» преси з кінця XIX століття, забуваючи, що і раніше були газети, які сприяли формуванню такої преси («penny press»).
«New York World» і «New York Journal», окрім коміксу, були відомі тим, що повідомляли про вбивства, нещасні випадки на пожежах та інші надзвичайні події, щоб розважити своїх читачів і — головне — збільшити свій тираж. Газети були учасниками так званих «бульдожих війн» за читача, використовуючи при цьому експресивні заголовки статей, які б, за словами видавця цих газет Вільяма Рендольфа Херста (англ. William Randolph Hearst), «кусали читачів, як бульдоги».

## Становлення і розвиток «жовтої преси»
Після 1830 року, зі зростанням урбанізації, журналістика почала звертати увагу на запити іммігрантів і робітничого класу. З'явилася «центова преса» («penny press»), попередниця «жовтої». Видавничий бізнес почав формуватись як комерційне підприємство. Поява «центових» газет стала значним соціокультурним феноменом, пов'язаним із процесами зародження масової культури. Першими успішними проєктами в руслі «жовтої» тематики стали видання «New York Sun», «Нью-Йорк Геральд» і «Нью-Йорк Трибюн».
Сексуальна тематика, мотиви смерті, висвітлення скандалів, злочинів, насильства вже тоді зайняли панівне місце на шпальтах «жовтих газет». Ці нові тенденції втілили у своїх виданнях Дж. Пулітцер («New York World») і У. Херст («San Francisco Examiner», «New York Journal» тощо). Їхні газети швидко здобули популярність не лише завдяки оперативним повідомленням драматичних фактів, а й за рахунок створення «human-interest stories» — газетних матеріалів, які «…більше орієнтуються на пробудження емоцій (співчуття, пафос, гумор, тривога, цікавість), аніж на висвітлення достовірних подій». Пулітцер (а потім і Херст) ввів особливий вид сенсаційного репортажу, основним методом якого стало зміщення центру уваги з самого факту на його подачу. Це збіглося з розвитком парадигми масової белетристики, зокрема пригодницького і детективного романів, які проголосили цікавість як основну жанрову домінанту.
У газетах Пулітцера і Херста з'явилися великі заголовки і кольорові ілюстрації, які свідомо вводили читача в оману. Щоб полегшити сприймання інформації масовою аудиторією, видання використовували багато фотографій, схем і карикатур. Херст вимагав від своїх співробітників подавати всі новини у сенсаційному дусі, а коли сенсація була відсутня, її просто придумували.
За зразком американської розвивалася «жовта» журналістика і у Великій Британії. З випуском першої розважальної газети «Tit-Bits» у 1881 році в основу редакційної політики багатьох видань було закладено орієнтацію на масові смаки. Особливого успіху в цьому досягли ідеологи англійської «жовтої преси» брати Хармсворт, що почали свою діяльність у 1888 році з видання «жовтих» журналів, а потім газет «Evening News», «Daily Mail» і «Daily Mirror». У процесі візуалізації англійці пішли далі американців. У вищеназваних газетах почали з'являтися ілюстрації, що не тільки супроводжували, а й нерідко повністю замінювали текст.
Процеси формування масової журналістики відбувалися і в дореволюційній Росії. У матеріалах таких «жовтих газет», як «Петербурзький листок» (1864), «Петербурзька газета» (1867), «Московський листок» (1881) і «Газета-копійка» (1908) вперше в російській практиці зустрічаються свідомі спроби прикрашання дійсності з метою залучення аудиторії. Вільний виклад фактів перетворював репортаж у белетризовану інтерпретацію дійсності. Поліграфічне виконання номерів було достатньо примітивним. Однак завдяки низькій ціні, високій інформаційній наповненості, сенсаційності, наявності ілюстрацій, зрозумілій формі, вмінню пристосуватися до вимог масового читача, російська «жовта» преса швидко набула популярності.
Виникнення нового типу газет стало значним етапом у розвитку журналістики. Нові видання не боялися експериментувати, тому внесли у видавничу справу свіжий потік, наблизили газету до пересічного читача. Однак прихід до влади більшовиків у 1917 році не дозволив російській «жовтій» пресі повноцінно розвинутися.
До початку Другої світової війни бурхливий розвиток «жовтої преси» загальмувався практично у всіх країнах, де вона існувала. Причиною стали зміни, які відбулися в соціумі, у внутрішній і зовнішній політиці європейських держав. Ситуація змінилася в 50—60-х роках XX століття, коли набули поширення ідеї сексуальної революції. На цій хвилі в 1953 році починається новий період розвитку «жовтої» преси. З'являється журнал «Playboy» (видавець X. Хефнер) — популярне видання, повністю присвячене темі сексу. Знайомство з дослідженнями статевої поведінки людини соціологів Ч. Рейху і А. Кінзі, а також із розробками У. Херста допомогло Хефнеру створити теоретичну основу для видання, у якому інтимні теми ставляться на один рівень з виступами великих політиків і громадських діячів. З цього часу гіпертрофована увага до висвітлення сексуальної тематики стала характерною для більшості «жовтих» видань.

## Феномен «жовтої преси»

### Епатажне висвітлення табуйованої тематики
Полягає у відмові від недоторканності будь-яких, навіть найбільш прихованих від публічного обговорення сфер людського буття. Особливо великий інтерес «жовта преса» проявляє до трьох видів табуйованої інформації:
- інтерес до інтимних стосунків:

досліджуваний тип видань експлуатує дану тему особливим чином, абсолютизуючи її сенсаційну складову, часом звертаючись до висвітлення її тільки з одного боку — порнографічного. Яскраво дану методику демонструють різноманітні текстові матеріали «жовтої» преси, у яких гіпертрофується роль сексуальних відносин у культурі, а приватний інтерес видається за загальну тенденцію, обумовлену біологічними законами існування.
- надмірний інтерес до особистого життя людей, що опинилися в центрі суспільної уваги:

детальний розгляд даної сфери характерний для будь-якого видання. У якісній пресі цей прийом широко використовують для розкриття характеру героя, матеріалу або для журналістського розслідування. Необхідно зауважити, що коли якісна преса обмежує глибину проникнення у приватне життя етичними нормами, то «жовта» ці межі сміливо порушує. У такому випадку часто виникає конфлікт між правом мас на інформацію та правом людини на особисте життя
Є два рівні втручання «жовтої преси» у приватне життя: «м'яке» і «жорстке». Приклади «м'якого» втручання — це повідомлення про різноманітні офіційні і напівофіційні події з життя знаменитостей (весілля, розлучення, народження і т. д.). «Жорсткий» тип втручання у приватне життя — це безцеремонне втручання у сферу неофіційних, інтимних стосунків, у сферу здоров'я.
нездоровий інтерес до теми смерті, особливо коли вона пов'язана з аномальними або надзвичайними обставинами. Особливо у матеріалах про кримінал наявне прагнення налякати читача, тому особлива увага приділяється натуралістичному опису деталей.

### Сенсаційність
Пошук справжніх сенсацій і скандалів є невіддільною частиною будь-якого видання. Висвітлення реальних сенсацій у «жовтій пресі» фактично не відрізняється від практики їх подання в якісній. Різниця полягає тільки в цілях. По-перше, масові видання використовують сенсації частіше і, як правило, тільки для залучення уваги. По-друге, «жовті» видання майже ніколи не закликають читача до роздумування, але завжди — до співпереживання. По-третє, сенсаційність «жовтої» преси часто є помилковою (повідомленнями про неіснуючі приголомшливі факти).
На основі цього можна зробити висновок, що «жовта» журналістика не відображає дійсність, а реагує на неї, і навіть допускає інсценування. Штучні сенсації — своєрідний журналістський аналог масової літератури. У «жовтій пресі» відсутній баланс інформаційних інтересів, спостерігається перекіс у бік сенсаційної інформації на шкоду серйозній. А звідси парадоксальний наслідок — недостатність інформації, з одного боку, і її надмірність — з іншого. Недостатність полягає у зверненні до однотипних тем та ігноруванні досить широкого спектра економічних, політичних та інших проблем. Надмірність — посилене звернення до подібних тем, через що створюється додатковий потік інформаційного шуму.

### Тематичний еклектизм
У «жовтій пресі» теми розподіляються залежно від можливості залучення читацької уваги. Через це у подібних виданнях або процвітає журналістика «нульової» інформації, або мозаїчна суміш найрізноманітніших тем із різних сфер людського існування (змішання дійсно важливого і надмірного).
Однією з причин еклектизму є надмірне прагнення «жовтих» ЗМІ до ексклюзивності матеріалів. Не існує якоїсь конкретної сфери, до висвітлення якої постійно звертається «жовта преса». Її цікавить найширший спектр подій різних рівнів.
Два способи виявлення еклектизму в «жовтих» ЗМІ:
- Нівелювання (рівнозначності між важливими і незначними подіями. Розсіяння потоку повідомлень має лише видимий характер);
- Перевищення (зіткнення серйозних і розважальних матеріалів. Це призводить до виникнення особливої ситуації, коли матеріали з низьким рівнем суспільної значущості витісняють інформаційно важливі матеріали на другий і навіть третій план).

### Переважання візуальної інформації над текстовою
Візуалізація є загальною тенденцією всіх світових ЗМІ, однак у якісних виданнях ілюстративний ряд органічно доповнює текстові матеріали. У «жовтій пресі» спостерігається експансія яскравих оформлювальних елементів: кольори, ілюстрації, заголовки. Саме «жовті» видання першими в історії журналістики стали експериментувати з цими аспектами.
Що стосується ілюстрацій, то в «жовтих» виданнях вони займають чільне місце, оскільки без них неможливе виконання основного завдання — залучення уваги аудиторії. Нерідко ілюстрації у досліджуваних газетах займають обсяг до половини шпальти і більше. Ця особливість демонструє втілення найважливіших психологічних ефектів масової комунікації — емоційного та естетичного. Але особливість тут полягає в тому, що емоційна складова виходить на перший план, нерідко на шкоду естетичній. Тобто ексклюзивні або сенсаційні знімки займають великі площі навіть за умови низької якості.
«Жовта» преса намагається замінити текст інформаційною графікою, щоб зробити газету максимально простою і комфортною для споживання. І тут масова преса еволюціонує в бік простого і наочного газетного матеріалу — коміксу.
Заголовки «жовтої преси» постійно балансують на межі правди і брехні. Прагнення до привабливості для читача досягається за рахунок ігнорування адекватності заголовка. У практику увійшли дезінформаційні заголовки таких підвидів:
- позатекстуальні заголовки (пов'язані не з конкретним текстом матеріалу, а швидше із ситуацією, яка є цікавішою порівняно зі змістом тексту);
- заголовки, що складаються з тез публікації (бульварні заголовки намагаються не видавати всю суть історії, а лише привертають увагу якоюсь деталлю);
- перекручування фактів.

Практично всі «жовті» газети використовують великі ілюстрації, професійну обробку фотографій, інфографіку, великі заголовки (часто не відображають теми матеріалів), малооб'ємні тексти, однотипну колірну гамму.
Таким чином, у прагненні до індивідуальності масові газети насправді дедалі більше зближуються, схиляються на бік універсальної моделі, найвигіднішої в процесі залучення уваги читача.

## Різновиди «жовтої преси»
Залежно від наявності типологічних ознак і рис, які формують структуру видання, «жовту пресу» можна поділити на різновиди, опираючись на якість аналізу дійсності:
1. «Проміжні» видання, які тяжіють до якісних газет, але мають певні риси «жовтих».
2. Бульварні видання, які містять переважно всі риси «жовтих» видань. Вони банальніші за змістом, однак більш «меркантильні», ніж «проміжні».
3. Власне «жовті». Газети, які мають всі основні типологічні особливості (епатажність, сенсаційність, еклектизм, переважання ілюстрації над текстом). Відрізняються яскраво вираженим пафосом гедонізму, сенсаційності та відвертої вульгарності.
4. Напівпорнографічні і порнографічні видання. Для них характерне збереження всіх наявних рис попередніх модифікацій, але з ухилом у бік висвітлення девіантних статевих відносин.